# Entogonia schistacea
Entogonia schistacea  es una especie de polilla de la familia Geometridae, descrita por primera vez por el entomólogo inglés William Warren en 1904 con distribución en Brasil y probablemente en Bolivia.
Cuenta con una subespecie, de mayor tamano y distribuida en Brasil, Entogonia schistacea spitzi, descrita por Prout en 1932.

## Descripción
Es una polilla de tamaño variable, la más pequeña cuenta con una longitud del ala anterior de 10 mm, mientras que en la más grande alcanza los 19 - 22 mm. El ala anterior es de color pizarra pálido con líneas pálidas. Cuenta con una conspicua mancha blanca a nivel de las células, ambas alas cuentan con una línea subterminal blanca crenulada bien desarrollada.
El ala posterior cuenta con las líneas postmedia y submarginal, ambas muy definidas. La línea negra del fleco basal está precedida por una línea blanquecina. La cabeza y palpos son de color marrón oscuro, mientras que el tórax y abdomen son de un color pizarra similares a las alas.